# 이태형 (축구인)
이태형(1964년 9월 1일 ~ )은 대한민국의 전직 축구 선수 출신 축구 감독이다. 현역 시절 포지션은 미드필더였다.

## 선수 경력

### 클럽팀 경력
이태형은 1987년 대우 로얄즈에 입단했다. 1987년 5월 9일 포항제철 아톰즈와의 경기에서 K리그 첫 골을 터뜨렸으나 정해원 이태호 김주성 등 쟁쟁한 선수들에게 밀려 벤치 신세를 면치 못하자 1991년 7월 포철로 현금 트레이드된 뒤 같은 달 10일 일화전에서 프로통산 1700골의 주인공이 됐지만 그 이후에는 박태하 최문식 장영훈 등 신진급에게 밀려 설 자리를 잃었고 1993년 이흥실 등 7명과 함께 당시 완산 푸마에 지명된 황선홍의 지명권을 포철에 넘겨주는 대가로 완산 푸마 유니폼을 입었는데 이런저런 사정으로 프로리그를 밟지 못해 1년 동안 개점휴업 상태였다가 1994년 우여곡절 끝에 K리그에 참가한 신생팀 전북 버팔로에서 프로 복귀를 했으나 결국 그 해를 끝으로 은퇴했다.

### 국가대표팀 경력
1983년 FIFA 세계 청소년 축구 선수권 대회에 참여하는 대한민국 U-20 축구 국가대표팀 최종 명단에 포함되었다. 이 대회에서 대한민국팀의 전 경기에 출전하면서 팀의 4강 진출에 공헌했다.
1983년 11월 1일 태국 축구 국가대표팀과의 경기에서 대한민국 축구 국가대표팀 데뷔전을 치렀다. 1984년 6월 3일 과테말라 축구 국가대표팀과의 경기에서 대표팀으로 첫 골을 기록했다.